# Liste des œuvres publiques du 17e arrondissement de Paris

Cet article tente de recenser les principales œuvres d'art public du 17e arrondissement de Paris, en France.

## Liste

### Espaces verts

#### Promenade Pereire
La promenade Pereire comprend cinq œuvres de Boris Lejeune (1988-1990), :
- Les Arbres sur la promenade Rosemonde-Pujol ;
- Les Champs ;
- La Mer ;
- La Rivière ;
- Les Vignes ;

#### Square de l'Amérique-Latine
Dans le square de l'Amérique-Latine :
- Francisco de Miranda, Arturo Ruza (1982) ;
- Poème mythique, Jiménez Deredia ;
- Bustes :
  - Andrés Bello ;
  - Rubén Darío ;
  - Benjamín Vicuña Mackenna ;
  - José Martí ;
  - Juan Montalvo ;
  - Ricardo Palma ;
  - José Enrique Rodó ;
  - Justo Sierra.

#### Square Auguste-Balagny
Dans le square Auguste-Balagny :
- Mur de lave, Pierre Sabatier (1973)
- Mosaïque

#### Square des Batignolles
Dans le square des Batignolles :
- Léon Dierx, Bony de Lavergne (1932) ;
- Les Vautours, Louis de Monard (1930)[4] ;

#### Square des Épinettes
Dans le square des Épinettes :
- Monument à Jean Leclaire, Jules Dalou (1896) ;
- Statue de Maria Deraismes, Louis-Ernest Barrias (1898) ;

### Place du Général-Catroux
La place du Général-Catroux comporte les œuvres suivantes :
- Fers, Driss Sans-Arcidet (2009)[5],[6],[7] ;
- Monument à Alexandre Dumas fils, René de Saint-Marceaux (1906) ;
- Monument à Alexandre Dumas père, Gustave Doré (1883) ;
- Sarah Bernhardt, François-Léon Sicard (1926).

### Autres endroits
- Buste d'Henri Becque, Auguste Rodin (1908, place Prosper-Goubaux)
- Monument à Eugène Flachat, Alfred Boucher (1897, angle de la rue Verniquet et du boulevard Pereire) ;
- Monument à Léon Serpollet, Jean Boucher (1907, place Saint-Ferdinand) ;
- Monument au Maréchal Juin et à la campagne d'Italie (place de la Porte-de-Champerret)[8]
- La Tour d'exercice, Wang Du (2008, place Jules-Renard)[9].